# Melibeia
Melibeia, na mitologia grega, era uma filha de Oceano (mitologia). 
Pseudo-Apolodoro dá dois nomes possíveis para a mãe de Licaão, filho de Pelasgo; em uma destas versões, Melibeia é a mãe de Licaão.
Existem outras personagens de nome Melibeia.